# 加泰罗尼亚共产主义工人党
加泰罗尼亚共产主义工人党是西班牙人民共产党在加泰罗尼亚自治区的分支。1973年，它作为西班牙共产主义工人党的加泰罗尼亚分支成立，创始人是Albert Farran Oriol；1977年10月28日，它获得合法地位。2000年，它成为西班牙人民共产党的一部分。它的意识形态是共产主义、马克思列宁主义、反修正主义、反法西斯主义、共和主义、联邦主义。该党的政治立场是极左翼。